# Morenu
Morenu (hebreu: מורנו‎, literalment "El nostre mestre") és un títol religiós assignat a jueus amb un nivell elevat d'educació religiosa Aquest terme ha estat utilitzat des de mitjans del segle xiv i té un origen talmúdic. El títol és generalment considerat un prerequisit per a esdevenir rabí. El títol es col·loca davant del nom de l'escolar en qüestió. Per exemple, l'abreviatura MaHaRaL vol dir Morenu ha-Rav Loew. Aquest títol fou primer utilitzat a Alemanya i després que R. Meïr b. Baruk ha-Levi, rabí de Viena (1360-90), va reimplantar l'antic costum de l'ordenació ("semikhah"), tot rabí ordenat va rebre el grau de morenu. El primer que va portar aquest títol va ser R. Shalom d'Àustria, rabí de Wiener-Neustadt, i R. Jacob Mölln (MaHaRiL)".